# パロ (ロボット)

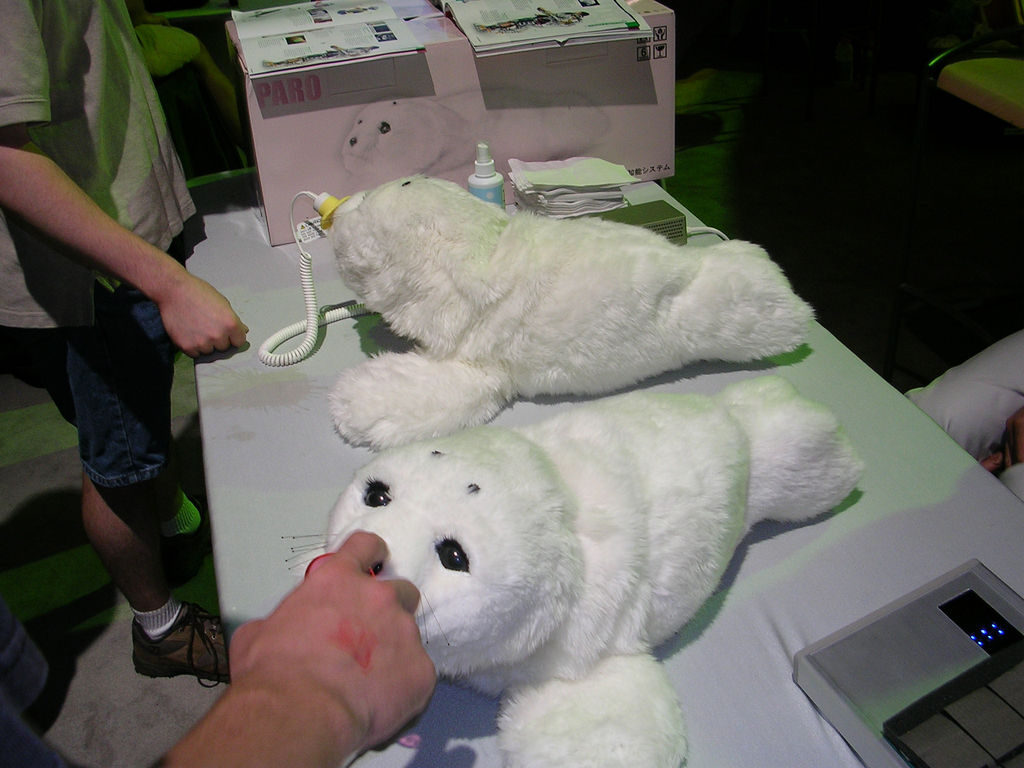
パロ

パロ（PARO）は、日本の独立行政法人産業技術総合研究所（産総研）が開発したアザラシ型ロボット。2002年にギネスブックから世界一の癒しロボットとして認定されている。

## 概要
産総研知能システム研究部門で1993年に始められた「癒しの動物型ロボット」の研究の成果として開発されたエンタテインメントロボットである。パロ自体は同研究成果の第8世代に当たる。長さ57cm、重さ約2.7kgで、タテゴトアザラシの仔をモデルにした、ぬいぐるみのような外観をしている。
約50語の単語を識別することができ、個別の名前を付けるとそれに反応するようになるほか、声をかけたりなでたりすると、約20種の鳴き声で答えたり、まぶた、頭、前脚、後脚を動かして反応する。このほか、目に相当する部分は明るさを検知しており、目の前でフラッシュをたくなど強い光を当てると瞬きするなどの反応を示す。基本的に充電式で、おしゃぶりの形をした電源アダプターを接続することで充電されるが、充電中も動作させることは可能。
動物的な反応を示すパロと触れあうことで、アニマルセラピーと同様の効果が得られるとされる。特にアニマルセラピーは心理的なストレスを軽減させたり、あるいは精神的な好作用が期待される。しかし衛生上の理由で、生きた動物を連れ込めない場所や、生きた動物を飼うことが困難な人のために同ロボットの研究開発が進められ、実際のデイサービスセンターや介護老人保健施設・特別養護老人ホーム・小児病棟・児童養護施設などで多くの試験を時間をかけて行った。これら調査と試験の結果により衛生・安全性・信頼性・耐久性（丈夫さ）・メンテナンスの容易さなどの面で改良された成果だという。これらの調査により効果のほども確認されたとしている。
学習機能で扱いに応じて性格に相当する動作の優先順位や反応の度合いが変化し、これらは頭・あご・背中・脇腹・前後肢に各々組み込まれた触覚センサ、顔の両端に延びるひげのセンサ、眼の光センサ、姿勢センサや温度センサにより扱われている状況を認識する。音声はマイクロホンで聞き取る。
産総研が設立した株式会社知能システム（富山県南砺市）により、2005年から日本国内で販売が開始されており、2008年4月までに1,000体以上が販売され、主として高齢者向け施設や病院などで利用されている。価格は35万円。また、アメリカ合衆国でも販売されている（販売価格6000ドル）。実物は、2005年に愛・地球博で展示されたほか、日本科学未来館でも展示されている。

## その他の仕様
ぬいぐるみ部分は、抗菌性の化学繊維からなるフェイクファーで、手触りは起毛の長い毛布に近い柔らかなものである。大きさ自体は成猫か成犬の小型犬より多少大きいくらい。重みは2.7kgと同サイズのぬいぐるみに比べたら格段に重いものの、概ねそのサイズの動物と比べた場合には重過ぎることのない安定感のあるものとなっている。満充電状態での連続動作時間は1.5時間だが、前述のとおり充電中も動作可能である。
一般向け販売価格は35万円であるが、これとは別にメンテナンス費用込みの42万円のセットがあり、機器としては同一だがメーカーが購入（メーカー曰く「飼いはじめてから」）後1年目と2年目をめどにバッテリーの交換とぬいぐるみ部分のクリーニング、動作確認と内部機構に異常がないかの調査を行うとしている。